# 牛津大學聖十字學院
聖十字學院（St Cross College）是英國牛津大學的一個學院，創立於1965年，牛津38所学院中第四年轻的学院。由於只招收研究生，它是所有學院當中學生人數最少的一個。學院具有傳統式樣的建築，位於牛津市中心的聖吉爾斯街。其特色是與本科生学院的结构、生活與支援相匹配，同時擁有纯研究生学院的轻松氛围。

## 历史
圣十字学院由牛津大学于1965年10月5日正式成立，次年招收首批研究生，共5人。与牛津大学的大多数年轻学院相同，圣十字学院自成立起就实行男女同校制度。
圣十字学院早期选址于圣十字路上，位于圣十字教堂南面，它也因此而得名。1976年，就是否有可能将学院迁往聖吉爾斯街的问题，学院与普西公馆的成员进行商谈。此次商谈非常成功，圣十字学院于1981年从圣十字路迁到普西公馆提供的新地点，租期为999年。圣十字路上的学院旧址则继续使用，起初为伊斯兰研究中心所在地（当时是学院的一个附属中心），后来在上世纪90年代初由圣十字学院与青銅鼻學院共同开发。该旧址现在拥有两套住宅建筑，于1996年正式投入使用。
2010年11月18日，维多利亚和阿尔伯特博物馆前任馆长马克·琼斯爵士当选为圣十字学院的新任院长，并于次年9月正式就职。与其他学院的一把手（凯洛格院长除外）不同，圣十字学院院长不是由学院的管理机构任命，而是由牛津大学理事会任命。因此，理论上院长选举仅带有向理事会推荐的性质，不过在实际操作中，选举结果一般都会被尊重。
2016年5月，圣十字学院成员选举国家遗产保护基金和遗产彩票基金的首席执行官、大英帝国司令勋章的获得者卡萝·苏特为学院的下一任院长。2016年9月，她正式接替马克·琼斯爵士（Sir Mark Jones）成为新任院长，后者自2011年起担任院长职务。
2022年9月，卡萝·苏特退休。同年10月，芮納·米德暫代院長。

## 建築物
圣十字学院位于圣聖吉爾斯街，靠近阿什莫林博物馆，坐落于布莱克弗里亚（Blackfriars）北面，距离古典学院、东方研究所仅几步之遥。牛津大学的“永久性私人学堂”（Permanent Private Hall）之一——摄政公园学院也近在咫尺。
学院建筑围绕理查德·布莱克威尔方庭（Richard Blackwell Quadrangle）和新的西方庭（West Quad）而展开，并与普西公馆共享空间，包括布莱克威尔方庭东边的二楼与部分一楼空间、西边二楼的图书馆以及小教堂。
包含小教堂在内围绕布莱克威尔方庭的普西公馆原始建筑可追溯到1884年至1926年，主要是建筑师坦普尔·卢辛顿·摩尔（Temple Lushington Moore）和尼尼安·康珀（Ninian Comper）的作品。圣十字学院搬进来时，乔弗里·彼尔德（Geoffrey Beard）与牛津建筑师事务所（Oxford Architects Partnership）对建筑内部空间进行了一些微调，其中之一是将一个回廊与几间储藏室改建为索格曼大厅（Saugman Hall），以学院前研究员、布莱克威尔科学出版公司（Blackwell Scientific Publications）前主管佩尔·索格曼（Per Saugman）的名字命名，现为索格曼公共休息室（Saugman Common Room）。第一个方庭被命名为理查德·布莱克威尔方庭，以纪念另外一位前研究员理查德·布莱克威尔。在使学院获得大量捐款方面，索格曼与布莱克威尔都发挥了至关重要的作用。不过，大部分学生过去常以其昵称“方院”（the Quad）来称呼布莱克威尔方庭。在第二个方庭完工后，它现在一般被称为“前方院”（the front Quad）。
布莱克威尔方庭西侧是四学院拱门（Four Colleges Arch），以曾经向圣十字学院捐赠大量资金的四个学院命名，分别为：墨顿学院、万灵学院、基督教会学院和圣约翰学院。
在四学院拱门的后面，原来有一个大花园，边缘是中世纪围墙。这使得学院有机会扩建出第二个方庭——西方庭。
西方庭南侧的建造工作首先完成，里面有大厅、厨房、酒吧、伊恩·斯奇普会议室（the Ian Skipper conference room）、卡洛琳·迈尔斯游戏室（the Caroline Miles games room）、客房、书房、卧室等。这一扩建工作部分由学院的多姆斯研究员伊恩·斯奇普资助，因此一楼的会议室也以他为名。
位于西方庭西北侧的第二栋建筑原定于2015年完工。然而，新建筑的规划申请被驳回了，因为此规划要求拆除中世纪围墙，理事会认为此举“毫无道理”可言。 随后，在上诉后，此规划最终被通过，新的西侧大楼竣工于2017年。新的西方庭包括50间学生卧室、一间讲堂、一间带花园的图书馆（道格拉斯和凯瑟琳·维格多图书馆）、几间研讨室以及奥黛丽·布莱克曼客房（the Audrey Blackman Guest Room）。
除了现址，圣十字学院仍然拥有圣十字路上的旧校区，位于法学院附近。在学院搬至现址后，旧校区被改建为学生宿舍，名为“圣十字学院附属宿舍”（St Cross Annexe）。
其它被学院用作学生宿舍的建筑有布拉德摩尔路宿舍（Bradmore Road House）、史东梅森宿舍（Stonemason House）和威灵顿广场宿舍（Wellington Square houses）。
此外，院长住所也位于威灵顿广场。

## 学术环境
2016年，圣十字学院有550名研究生攻读各个学科的学位。学院强调国际多元化，来自英国以外国家的学生通常占75%以上，这个比例在2016年更是达到了83%。这也反映在了学院箴言“Ad quattuor cardines mundi”中，意为“地球的四个角落”。学院的师资力量也同样多元，体现在科学与人文的大量学科中。
学院在不同学科中提供大量奖学金，主要是人文和社会科学奖学金。

## 學生生活
对于牛津大学的学院来说，圣十字学院不同寻常的一点是教师、普西公馆成员与学生共享公共设施，没有单独的贵宾桌或是教师休息室。这给学院带来更加自由的氛围，并且使它成为一个重要的学者交流空间，不同学科的学者们在这里建立联系。
学院也为学生和校友提供活跃的社交日程。学院里有各种各样的社团与运动队（通常是与其它学院合作），以及每周的学术研讨会与每年的大型会议。
与沃弗森学院合办的划船俱乐部尤为成功。和其它学院的划船俱乐部一样，它参与牛津大学内部与外部的各类比赛。学院的女子足球队也非常成功，于2015年成为了卡佩斯联赛（Cuppers）冠军。
学院里的其它活动包括定期的宴会、博普爵士音乐会和舞会。由于学院的国际化，学院也努力举办其它文化的各种活动，例如它是牛津大学官方庆祝春节的第一所学院。学院每年也在牛津或国外组织校友聚会活动。

## 行政机关
圣十字学院与凯洛格学院、魯本學院是牛津大學僅有的三所無皇家特许状的学院。它们是大学的正式团體，而非一个独立学院。它们与独立学院的主要区别在于学院管理机构只是推荐一名院长，然后由大学委员会正式任命，而在其它学院中，院长直接由管理机构选举并任命。出于统计的目的，这两所学院都被认为是牛津大学的學院。 圣十字学院拥有牛津大学最小的捐赠基金之一，大约为800万英镑。尽管如此，该学院仍然有一些由第三方捐赠与校友资助的奖学金提供给在校学生与未来的研究生。

## 外部連結
- 官方网站
- Virtual tour of the Blackwell Quad （页面存档备份，存于）